# 3530 Hammel
A 3530 Hammel (ideiglenes jelöléssel 1981 EC20) a Naprendszer kisbolygóövében található aszteroida. Schelte J. Bus fedezte fel 1981. március 2-án.